# Comuna Făcăeni, Ialomița
Făcăeni este o comună în județul Ialomița, Muntenia, România, formată din satele Făcăeni (reședința) și Progresu.

## Așezare
Comuna se află în estul județului, pe malul stâng al brațului Borcea al Dunării. Comuna este traversată de șoseaua națională DN3B, care leagă Feteștiul de Giurgeni.

## Demografie
Componența etnică a comunei Făcăeni
     Români (91,88%)
     Romi (1%)
     Alte etnii (0,12%)
     Necunoscută (7%)
Componența confesională a comunei Făcăeni
     Ortodocși (90,1%)
     Adventiști (2,25%)
     Alte religii (0,39%)
     Necunoscută (7,27%)
Conform recensământului efectuat în 2021, populația comunei Făcăeni se ridică la 4.899 de locuitori, în scădere față de recensământul anterior din 2011, când fuseseră înregistrați 5.438 de locuitori. Majoritatea locuitorilor sunt români (91,88%), cu o minoritate de romi (1%), iar pentru 7% nu se cunoaște apartenența etnică. Din punct de vedere confesional, majoritatea locuitorilor sunt ortodocși (90,1%), cu o minoritate de adventiști (2,25%), iar pentru 7,27% nu se cunoaște apartenența confesională.

## Politică și administrație
Comuna Făcăeni este administrată de un primar și un consiliu local compus din 15 consilieri. Primarul, Daniel-Marian Alexandrescu[*], de la Alianța pentru Unirea Românilor, este în funcție din 1 noiembrie 2024. Începând cu alegerile locale din 2024, consiliul local are următoarea componență pe partide politice:
|  | Partid                          | Consilieri | Componența Consiliului | Componența Consiliului | Componența Consiliului | Componența Consiliului | Componența Consiliului | Componența Consiliului | Componența Consiliului | Componența Consiliului |
|  | ------------------------------- | ---------- | ---------------------- | ---------------------- | ---------------------- | ---------------------- | ---------------------- | ---------------------- | ---------------------- | ---------------------- |
|  | Alianța pentru Unirea Românilor | 8          |                        |                        |                        |                        |                        |                        |                        |                        |
|  | Partidul Social Democrat        | 6          |                        |                        |                        |                        |                        |                        |                        |                        |
|  | Alianța Dreapta Unită           | 1          |                        |                        |                        |                        |                        |                        |                        |                        |

## Istorie
La sfârșitul secolului al XIX-lea, comuna făcea parte din plasa Ialomița-Balta a județului Ialomița și avea în compunere doar satul de reședință, cu o populație de 995 de locuitori. În comună funcționa o școală mixtă cu 64 de elevi (dintre care 7 fete) și o biserică. În 1925, Anuarul Socec consemnează comuna în plasa Fetești a aceluiași județ, cu satele Făcăeni și Lăteni în componență, și cu o populație de 3803 locuitori.
În 1950, comuna a trecut la raionul Fetești din regiunea Ialomița, apoi din 1952 din regiunea Constanța și din 1956 din regiunea București. În 1968, a revenit la județul Ialomița, reînființat, și de atunci are componența actuală.

## Monumente istorice
Două obiective din comuna Făcăeni sunt incluse în lista monumentelor istorice din județul Ialomița ca monumente de interes local. Unul dintre ele este un sit arheologic aflat în preajma fermei zootehnice din Făcăeni și care cuprinde urme de așezări din neolitic și din perioada Latène. Celălalt este clasificat ca monument de arhitectură, și este reprezentat de conacul Aurel Bentoiu, aflat la 300 m de satul Făcăeni, clădire ce datează din 1937.

## Economia
Economia comunei Făcăeni este preponderent una agrară. Industria este reprezentată de sectorul fabricării ambalajelor din lemn de către firma Silva Forest Srl, unde lucrează 100 persoane din comună. Pescuitul este, de asemenea, una dintre ocupațiile locuitorilor din zonă. Mulți locuitori au plecat din comună pentru a munci în orașe mai mari sau chiar în străinătate.

## Învățământul și religia
În localitate există  o școală care cuprinde clasele I-VIII, două grădinițe, trei biserici ortodoxe și două adventiste. 

## Calamități
La data de 12 august 2002, satul Făcăeni a fost lovit de o tornadă, un fenomen natural neobișnuit în această zonă. Tornada a distrus mai mult de 300  
de case și pădurea din partea de est a satului. Tornada s-a soldat cu doi decedați. 
Spre sfârșitul lunii mai 2017, la aproape 15 ani după calamitatea din 2002, s-a reprodus același fenomen. Tornada a venit, la fel ca în 2002, de pe Brațul Borcea al Dunării și a urcat dealul până în sat. Daunele provocate au fost mai puține la număr și nici un rănit sau decedat.
Satul Făcăeni rămâne singura localitate din România în care s-au petrecut tornade, fiind declarat faptul că s-a format o zonă periculoasă, așadar, astfel de calamități, se pot reproduce oricând.

## Personalități marcante
- Ștefan Bănulescu (1926 - 1998), scriitor;
- Gheorghe Zgură (1935 - 2008), inginer, profesor universitar;
- Gabriel Georgescu (n. 1947), poet, jurnalist;
- Vasilica Ghiță Ene (n. 1954), jurnalist și scriitor.
- Aurelian Bentoiu (n. 29 iunie 1892, comuna Făcăeni, județul Ialomița; d. 27 iunie1962, Jilava) a fost un celebru avocat și un om politic român, care a îndeplinit și funcții executive în Guvernul României, poet.